# Henri Therme
Henri René Therme, né le 28 mai 1900 au Creusot et mort le 19 octobre 1973 à Mont-Saint-Sulpice, est un peintre français.

## Biographie
Henri Therme naît le 28 mai 1900 au Creusot d’une vieille famille bourguignonne. Il réside dès son enfance à Paris. Ses parents le destinent au métier d’ingénieur, mais très tôt, il peint en autodidacte.
Il abandonnera ses études d'ingénieur pour se vouer entièrement aux arts. Il entre aux Beaux-Arts de Paris, puis à l’Académie de Montmartre avec pour professeurs Yvan Cerf, Jean Puy et Charles Camoin. Yvan Cerf lui inculquera le goût de la géométrie et de l’architecture, ce qui provoquera un engouement de l’artiste pour les théories et l’univers fragmenté du cubisme.
Il est président de la Société des Amis des arts de l’Yonne, membre du comité de rédaction de la publication Le Peintre, le guide du collectionneur, rédacteur durant de nombreuses années d’une rubrique consacrées aux arts dans le quotidien L'Yonne républicaine et le journal Terres Latines. Il est aussi rédacteur pour la revue artistique et littéraire Le Groupe.
Il subit un infarctus en janvier 1967. Il meurt dans sa maison de Mont-Saint-Sulpice, « le fanal vert », le 18 octobre 1973.
Henri Therme est inhumé dans cette commune

### Famille
Henri Therme est marié le 24 mai 1924 à Germaine Eugénie Lardillier (morte le 24 mai 1938). Il se remarie avec Jacqueline Pourcheiroux, directrice d'école à Paris, le 25 juin 1958.
Il n'eut pas d'enfant.

## Expositions

### France
- 1935 à 1939 : Salon des Tuileries
- juillet 1942 : Salon Greco, 38, rue du Mont-Thabor, Paris, Aldo Bartelletti (sculptures), Tito Livio de Madrazo, Henri Therme (peintures)
- 1943 : Le sport dans l'Art
- 1er au 13 janvier 1947 : Galerie Montsalut (Lille)
- 1948, 1956, 1957, 1958, 1960, 1963 : Salon des indépendants
- février 1953 : Galerie Chardin
- 17 février - 12 mars 1955 : Exposition Leonid Fridman
- 1957 : Concours du prix Île-de-France
- 15 février au 15 mars 1956 : Galerie Bassano
- 1956 : Salon populiste
- 5e salon artistique à Conches[Quand ?]
- 10e salon du pays d'Ouche[Quand ?]
- 1957, 1958, 1961,1967 1er janvier : Galerie Durand Ruel
- 1957, 1958, 1962 : Salon d'automne
- 1957 : Salon Comparaisons
- 1957 : Palais royal
- 1957 : Salon de la Société nationale des beaux-arts
- 1957 : Salon du dessin
- 1957 : Patio de l'infante
- 1957 : Galerie 25 : Clochers d'Île de France
- 19 août au 7 septembre 1958 : Hôtel Martinez à Cannes Les grands et les jeunes d'aujourd'hui
- 1958 : Nevers
- 1958 : Exposition des villes d'eau
- 1935-1958  - 25 mars 1965 : Salon Comparaisons depuis sa création
- 1958 : Galerie Dauphine
- 1958 et 1967 : Les peintres témoins de leur temps
- 4 au 10 juin 1959 : Galerie de Courcelles (Paris)
- mars 1959 : Galerie Montparnasse
- 1959 du 8 au 23 mars : Salon international (Musée de Dijon)
- 1959 du 6 au 21 octobre : Le pétrole vu par 100 peintres (Musée Galliera), œuvre : Le Topping à l'aube[3]
- 1959 : Nationale des Beaux-Arts
- 1960 : Salon de printemps - Nationale des Beaux-Arts (Lyon)
- 1960 : Salon biennal du peintre. Salon de l' Amirauté (Cherbourg)
- 1960 : Salon de la société lyonnaise des Beaux-Arts
- 1960 : Salon du Printemps et Salon d'automne (Lyon)
- 13-22 mars 1961, 10-18 mars 1962, 16-24 mars 1963 : Salon d'art contemporain
- 1954 à juin 1964 : Galerie de la Tournelle
- 8-16 février 1964 : Salon de Villejuif
- 4 août - 6 septembre 1964 : Musée d'art et d'archéologie de Toulon
- 5-14 novembre 1965 : Salon du XVIe à Paris, grande exposition de peinture
- 19 juin 1965 : Galerie Letoureur Paris Art poétique
- 5 avril 1965 : Hôtel Lauzin
- Salon du dessin et de la peinture à l'eau[Quand ?]
- 15 juin 1965, 7-27 octobre 1968 : Divers courants de l'art moderne. Journal Arts
- Juillet-septembre 1965, 1er Salon Biarritz - San Sebastián : École de Paris, peinture, sculpture : Yvette Alde, André Beauce, Jehan Berjonneau, Louis Berthomme Saint-André, Roland Bierge, Andrée Bordeaux-Le Pecq, Rodolphe Caillaux, Jack Chambrin, Jean Cluseau-Lanauve, Paul Collomb, Jean-Joseph Crotti, Antonio Guansé, Henri Hayden, Franck Innocent, Daniel du Janerand, Adrienne Jouclard, Georges-André Klein, Jean Joyet, Germaine Lacaze, André La Vernède, Robert Lotiron, Jean Navarre, Roland Oudot, Maurice Verdier, Henry de Waroquier…, casino de Biarritz et Musée San Telmo, Saint-Sébastien (Espagne),.
- 11 juin 1966 : Conférence « Les artisans de l'esprit »
- 23 juin 1966 - 16 janvier au 15 février 1968 : Peinture ininterrompue[Où ?]
- 24 février au 10 mars 1967 : Galerie Welter (Paris XVIe) Les Maisons, œuvre : L'église provençale. avril 1968
- 3-7 septembre 1967 : 1er salon d'Aillant-sur-Tholon
- 18 janvier au 28 février 1967 : La Chanson et les chanteurs. - œuvre : Auprès de mon arbre, Brassens
- 12 juillet 1967 : Exposition à Migennes
- Musée de l'Île de France[Quand ?]
- Galerie Notre Dame - Dix Artistes Figuratifs -[Quand ?]
- Galerie du Colisée[Quand ?]
- 13 au 27 mars et du 27 juin au 11 juillet : Galerie Synthèse (Paris)
- Galerie Roy Volmar[Quand ?]
- Galerie Louis Gerau[Quand ?]
- Société Nationale des beaux-arts[Quand ?]
- Musée d'art moderne de la ville de Paris[Quand ?]
- Salle Gaveau (Paris) ; Galerie du Péristyle[Quand ?]
- Exposition des caves de la tour Eiffel Peintres de Noël[Quand ?]
- Salon international de la grande semaine des arts (Dijon)[Quand ?]
- Salon de l'école française ; Les ponts[Quand ?]
- Fontainebleau salon des tris S[Quand ?]
- 9e salon des Artistes (Honfleur)[Quand ?]
- Meudon Asnières Sceaux[Quand ?]
- Abbaye Saint Germain (Auxerre)[Quand ?]
- Nouvelle galerie d’Été (Deauville)[Quand ?]
- avril 1967 : Galerie Malhes La renaissance (Tarbes)
- 26 novembre 1967 : Chablis[Quoi ?]
- 27 novembre 1967 : 1er salon Société des amis des arts de l'Yonne Les peintres bourguignons
- XIe Salon de l’Académie de Vernet (Vichy)[Quand ?]
- 25 avril au 11 mai 1969 : 30 ans de peinture, abbaye de Saint-Germain, Auxerre.
- 8 au 28 juin 1970 : Salon terres latines (Paris); nombreuses expo dont la XVe
- 1er au 15 avril 1970 : Galerie de l'ouest (Paris XVIe)
- 17 mai au 16 juin 1974 : Hommage XXIVe Salon[Lequel ?]

### Ailleurs
- 8 décembre  1936 au 16 janvier 1937 : The Leger Galleries The Circus (Londres)
- 1937 : Maison de France à Londres
- 1959 : Exposition d'art français de Mayence et Coblence (Allemagne)
- 1969 : Takashimaya Les Jeunes Peintres Français (Japon)
- 17 septembre 1971 : Musée de Nagoya
- Puis même exposition[Laquelle ?] dans les Musées d'Osaka[Quand ?]
- Kamakura[Quand ?]
- Tokyo[Quand ?]
- Fukuoka[Quand ?]
- 1951 : 1re biennale Internazionale d’Arte Marinara (Gênes)
- 1969 : Canada[Quoi ?]
- juin 1953 : 2e biennale du Musée d'Art moderne de São Paulo (dite Biennale Guernica car le tableau de Picasso était exposé) dans l’actuel Museu Afro Brasil.[incompréhensible]
- Mexico[Quand ?][Quoi ?]
- Vienne[Quand ?][Quoi ?]

## Œuvres
- L'Usine à gaz, huile sur toile, 146 × 114 cm[4].
- Village de Haute-Provence, 55 × 46 cm[4].
- Usines, 1949, 33,8 × 40,8 cm, plume et lavis d'encre sur papier[5].
- La batteuse, 1949[2].
- La Nature : Village de haute Provence. Mon Village de Bourgogne 100 × 73 cm ; Vendanges 100 × 80 cm ; Où souffle le vent d'Ouest 73 × 60 cm ; Neige en Basse Bourgogne 73 × 50 cm ; Aurore Icaunaise 73 × 50 cm ; Le pêcheur méditerranéen 73 × 60 cm
- Abstraites : Aurore Robinot 146 × 89 cm ; Octobre 48 - 100 × 65 cm - ; Tivoli 73 × 50 cm; Nocturne no 1-65 × 46 cm- ; Nocturne no 2;- 60 × 38 cm…
- Étranges: Les Cavaliers de l'Apocalypse ; Les Vikings 65 × 50 cm ; Le tremblement de terre, 73 × 50 cm ; La légende du saule 55 × 46 cm ; La méditation 46 × 55 cm…
- Le monde ouvrier :
  - Une scène de la gare 50 × 65 cm
  - Métallurgie 146 × 89 cm
  - L'usine 100 × 80 cm
  - Les mineurs 100 × 65 cm
  - La relève 100 × 80 cm
  - Les poseurs de rails 70 × 60 cm, huile sur toile[6].
- Poésie : Le jardin sous la pluie 50 × 65 cm ; Lever du jour 46 × 56 cm ; L'inondation 60 × 73 cm ; Poésie 53 × 69 cm
- La foi : La Vierge d'Or 73 × 50 cm ; La Vierge et l'Enfant 73 × 50 cm ; Vitrail 33 × 40 cm

### Dessins,
- Pusaye 35 × 53 cm ; Passerelle sur le Serein 35 × 42 cm ; Villa Monjiquet 28 × 20 cm ; Les Remparts d'Avila (Quartier Gitan) 28 × 35 cm ; Gouache : La Maison Rose (Menton) 35 × 28 cm
- Campagne romaine 30 × 28 cm ; Rome - 46 × 30 cm gouache ; Villa Médicis Rome 31 × 20 cm